# Eemnes
Eemnes  è una municipalità dei Paesi Bassi di 9 009 abitanti situata nella provincia di Utrecht.